# NZZ-Mediengruppe
Die NZZ-Mediengruppe ist eines der grössten privaten Schweizer Medienunternehmen. Sie hat die Geschäftsbereiche NZZ Medien und Business Medien (Veranstaltungen und Informationsdienste). Hauptzweck der Gruppe ist die Herausgabe der Neuen Zürcher Zeitung sowie weiterer Medien.
Der Geschäftsbereich NZZ Regionalmedien wurde am 1. Oktober 2018 in ein Joint Venture mit den AZ Medien, CH Media, überführt, an dem vorerst beide Unternehmen zur Hälfte beteiligt waren. Im Jahr 2023 hat die AZ Medien mit 65 % die Mehrheit übernommen, die NZZ hält noch 35 %.

## Geschichte
Die Gruppe entstand 1991 mit der Mehrheitsbeteiligung am St. Galler Tagblatt, 2002 folgte die Beteiligung an der LZ Medien AG (heute RMH Regionalmedien AG), der Herausgeberin der Luzerner Zeitung. Diese Beteiligungen führte die NZZ-Mediengruppe mit der FPH Freie Presse Holding, an der sie die Mehrheit hielt und die sie 2014 durch den Kauf der Anteile der PubliGroupe vollständig übernahm. Die NZZ-Mediengruppe hält zahlreiche weitere Beteiligungen.

### Konkurrenzsituation mit Tamedia
Während die NZZ-Mediengruppe mit der Übernahme der Neuen Luzerner Zeitung (seit 2016: Luzerner Zeitung) in der Innerschweiz den Kampf mit dem anderen grossen Zürcher Verlag, der Tamedia, um die publizistische Vorherrschaft in den Deutschschweizer Regionen gewann, gelang dies dem Konkurrenten in Bern mit der Übernahme der Espace Medien (Berner Zeitung, Der Bund) und im Kanton Zürich, wo er von der NZZ-Mediengruppe deren Beteiligungen an den Zürcher Landzeitungen (Zürichsee-Zeitung, Zürcher Oberländer, Zürcher Unterländer) übernahm (Tamedia besitzt ausserdem eine 20-%-Beteiligung am Winterthurer Landboten). Im Gegenzug trat Tamedia die Thurgauer Zeitung an die NZZ-Mediengruppe ab, was deren Vorherrschaft in der Ostschweiz festigte, wo sie bereits das St. Galler Tagblatt besass.

### Ehemalige Beteiligungen
- 1984 beteiligte sich die NZZ mit 40 % am Tagblatt der Stadt Zürich. 2007 verkaufte sie 25 %,[7] 2017 die restlichen 15 % an Tamedia.[8]
- Die Prisma Medienservice AG wurde 2013 an die Direct Mail Company AG verkauft.[9]
- Die Druckerei NZZ Print produzierte neben den verlagseigenen Objekten auch für Kunden, bis sie Ende Juni 2015 geschlossen wurde. Die NZZ wird seitdem bei Tamedia gedruckt.
- Zusammen mit der Klinik Hirslanden und der Stiftung Gesundheitsförderung Schweiz betrieb die NZZ-Mediengruppe das Online-Gesundheitsportal eBalance.ch. Ende 2016 verkaufte sie es an die Berliner Agenturgruppe Thesis digital.[10]
- Als erstes Produkt ausserhalb der Schweiz betrieb die NZZ-Mediengruppe seit Januar 2015 die NZZ Österreich, welche ausschliesslich als kostenpflichtiges Online-Angebot geführt wurde. Das Online-Portal mit eigener Redaktion und festangestellten Journalisten war ein Feldversuch zur Etablierung kostenpflichtiger Online-Angebote. Chefredakteur von NZZ.at war der österreichische Journalist Michael Fleischhacker.[11] Per Ende April 2017 wurde das Portal eingestellt.[12]
- Das Zurich Film Festival wurde per Juli 2025 im Rahmen eines Management-Buy-outs veräussert, zehn Jahre nach der Übernahme.[13]

### Joint VentureCH Mediamit den AZ Medien
Auf den 1. Oktober 2018 brachten die NZZ-Mediengruppe und die AZ Medien ihre Regionalzeitungen sowie ihre Radio- und TV-Stationen in ein Joint Venture mit dem Namen CH Media ein, das beiden Gruppen zu gleichen Teilen gehörte. Die NZZ-Mediengruppe brachte ihr gesamtes Regionalmediengeschäft mit St. Galler Tagblatt, Luzerner Zeitung sowie Radio- und TV-Stationen ein, ausserdem einzelne Fachmedien wie die Schweizer Musikzeitung. Die AZ Medien überführten alle Bereiche – Print, Radio, TV, Online – mit Ausnahme der Online-Zeitung Watson, weil diese als Start-up-Unternehmen noch unternehmerischen Freiraum brauche. Sie wurde erst 2023 integriert. In den Verbund eingeführt wurden ausserdem die Zeitschriften der AZ Medien. Auch die Druckereien sowie alle Mitarbeiter und Führungskräfte der genannten Bereiche beider Mediengruppen gingen in das neue Unternehmen über. 2023 übernahm die AZ Medien mit 65 % die Mehrheit, die NZZ hält noch 35 %. Diese Beteiligung wird nicht mehr im Geschäfts-, sondern im Finanzergebnis ausgewiesen.

## Zeitungen und Zeitschriften
Nach der Überführung der Regionalmedien St. Galler Tagblatt und Luzerner Zeitung mit all ihren Regionalausgaben in die CH Media gehören weiterhin zur NZZ-Mediengruppe:
- Die neue Schulpraxis, Schweizer Schulzeitschrift (bis 12/2019)[16]
- Smash, Schweizer Tennismagazin
- Pack aktuell, Schweizer Verpackungs-Magazin
- eLFORUM, Fachzeitschrift für Elektronik und Elektrotechnik
- Schweizer Optiker, Branchenzeitschrift Schweizerischer Optikerverband
- Schweizer Soldat, Fachzeitschrift für Militär und Sicherheitspolitik
- Textil-Revue, Schweizer Fachzeitschrift für die Textilbranche
- Persorama, Branchenzeitschrift für Human Resources
- viscom print+communication, Branchenzeitschrift in der Schweiz für visuelle Kommunikation mit Schwerpunkt Druck

## Ehemalige Zeitungen
- Anzeiger St. Gallen, Ostschweizer Wochenzeitung, erschien bis August 2017 und ging dann in der Nachfolgezeitung A – Die Ostschweizer Wochenzeitung auf.[17]

## Digitale Werbevermarktung
Die audienzz AG ist ein auf digitale Werbung spezialisiertes Tochterunternehmen der NZZ-Mediengruppe mit Sitz in Zürich, an dem die Gruppe zu 80 % beteiligt ist. Das Unternehmen wurde 2016 gegründet und ist für die digitale Werbevermarktung der NZZ-Angebote sowie für externe Kunden tätig.
audienzz entwickelt eigene Werbelösungen, bietet datenbasierte Zielgruppensegmente und erbringt Dienstleistungen in den Bereichen AdTech, Data Management und Content Marketing.
Das Unternehmen ist im deutschsprachigen Raum aktiv und zählt mit seiner technischen Infrastruktur zu den führenden unabhängigen digitalen Vermarktern im DACH-Raum.

## Sonstiges
Bei der im Frühling 2019 von Mark Dittli lancierten digitalen Finanzplattform The Market beteiligte sich die NZZ-Mediengruppe zu Beginn mit einer Minderheit, per 1. Dezember 2023 übernahm sie das Online-Medium vollständig.

## Kritik
Im Jahr 2020 wurde die AG für die Neue Zürcher Zeitung kritisiert, weil sie für das Geschäftsjahr 2019 eine hohe Dividende ausschüttete, obwohl sie während der COVID-19-Pandemie in der Schweiz staatliche Hilfe beanspruchte.